# Дон-Боску
Дон-Боску (порт. Dom Bosco) — муниципалитет в Бразилии, входит в штат Минас-Жерайс. Составная часть мезорегиона Северо-запад штата Минас-Жерайс. Входит в экономико-статистический  микрорегион Унаи. Население составляет 3864 человека на 2006 год. Занимает площадь 821,755 км². Плотность населения — 4,7 чел./км².

## Статистика
- Валовой внутренний продукт на 2003 год составляет 16 653 620,00 реалов (данные: Бразильский институт географии и статистики).
- Валовой внутренний продукт на душу населения на 2003 год составляет 4213,97 реалов (данные: Бразильский институт географии и статистики).
- Индекс развития человеческого потенциала на 2000 год составляет 0,750 (данные: Программа развития ООН).